# Explosões de dispositivos eletrônicos no Líbano e na Síria em 2024
As explosões de dispositivos eletrônicos no Líbano e na Síria em 2024 ocorreram em 17 e 18 de setembro de 2024, quando milhares de pagers e centenas de walkie-talkies usados pelo Hezbollah, um partido político e milícia libanesa, explodiram simultaneamente no Líbano e na Síria. Os serviços de inteligência israelenses interceptaram as entregas dos pagers e os equiparam com material explosivo. Pelo menos 37 pessoas foram mortas e mais de 3,4 mil ficaram feridas, principalmente membros do Hezbollah. O incidente foi descrito como a "maior violação da segurança da organização até agora".
A primeira onda de explosões ocorreu por volta das 15h30 EEST de 17 de setembro e matou 12 pessoas. Uma segunda onda de ataques ocorreu no dia seguinte, visando walkie-talkies fabricados pela Icom Incorporated, matando pelo menos 25 pessoas e ferindo 708. Outros eletrônicos, como dispositivos biométricos de impressão digital, também foram relatados como tendo explodido, mas ainda não foi confirmado se esses dispositivos pegaram fogo em outras explosões ou se detonaram. Uma fonte de segurança da Reuters disse que rádios portáteis foram comprados pelo Hezbollah cinco meses antes do ataque, aproximadamente ao mesmo tempo que os pagers.
As explosões também mataram civis e afetaram várias áreas no Líbano, incluindo o subúrbio de Dahieh, em Beirute, e no Vale do Beca, na fronteira com a Síria, que são considerados locais com presença do Hezbollah. Além disso, explosões foram relatadas em vários locais na Síria. Não está claro se apenas membros do Hezbollah estavam carregando os dispositivos eletrônicos. Cerca de 150 hospitais em todo o Líbano receberam vítimas do ataque, em meio a cenas caóticas. Entre os mortos estavam dois agentes do Hezbollah e duas crianças. O embaixador do Irã no Líbano foi ferido por um pager que explodiu.
Em fevereiro de 2024, o secretário-geral do Hezbollah, Hassan Nasrallah, disse aos membros do grupo para usarem pagers em vez de celulares, alegando que Israel havia se infiltrado em sua rede de celulares. O Hezbollah então comprou uma nova marca de pagers, modelos Gold Apollo AR924 importados de Taiwan.

## Antecedentes
Um dia após o Hamas ter lançado os seus ataques de 7 de Outubro contra Israel, a organização militante Hezbollah, apoiada pelo Irã, então não provocada, juntou-se ao conflito em apoio ao Hamas disparando contra cidades israelenses como Safed e Nahariya, e outras posições israelenses, declarando que não iria parar os ataques contra Israel até que Israel parasse as operações militares e os ataques em Gaza. Desde então, o Hezbollah e Israel estão envolvidos em trocas militares transfronteiriças que deslocaram comunidades inteiras em Israel e no Líbano, com danos significativos a edifícios e terrenos ao longo da fronteira. Em 5 de julho de 2024, Israel relatou ter matado aproximadamente 366 agentes do Hezbollah. De acordo com as Nações Unidas, mais de 90 000 pessoas no Líbano foram forçadas a fugir de suas casas, enquanto em Israel 60 000 civis foram evacuados. Israel e o Hezbollah mantiveram os seus ataques a um nível que causa danos significativos sem se transformarem numa guerra em grande escala. De 7 de outubro de 2023 a 21 de junho de 2024, Israel atacou o Líbano 6 124 vezes. O Hezbollah e outras forças libanesas atacaram Israel 1 258 vezes.
Alguns membros do Hezbollah usaram pagers durante anos antes dos ataques de 7 de outubro, mas mais membros começaram a usá-los depois dos ataques, quando o secretário-geral do Hezbollah, Hassan Nasrallah, disse a eles que Israel havia invadido sua rede de celulares. Em fevereiro de 2024, ele pediu aos membros para que parassem de usar smartphones, citando a capacidade de Israel de os infiltrar. Após esta declaração, o Hezbollah comprou os pagers, que eram uma marca nova e tinham sido importados recentemente para o Líbano. Os dispositivos que explodiram haviam sido adquiridos pelo Hezbollah cinco meses antes do incidente, com o objetivo de evitar rastreamento por Israel. Além disso, foi relatado que os dispositivos foram comprometidos no Irã antes de serem enviados para o Líbano. Os pagers eram do modelo AR-924 da empresa taiwanesa Gold Apollo. No entanto, o fundador da Gold Apollo, Hsu Ching-Kuang, disse que foram montados por uma empresa chamada BAC Consulting KFT na Hungria que tinha o direito à marca Gold Apollo, sob uma licença que estava em vigor há três anos.
A Sky News informou que uma fonte de segurança libanesa disse que o Hezbollah havia encomendado 5 000 dispositivos. As agências israelenses já realizaram operações que envolveram dispositivos de comunicação explosivos, notadamente o assassinato do agente do Hamas Yahya Ayyash em 1996.
O Centro Médico da Universidade Americana de Beirute havia atualizado sua "infraestrutura de sistema de paging" em abril de 2024, que entrou em operação em 29 de agosto de 2024. A mídia iraniana citou isso como prova do conhecimento prévio dos americanos sobre o ataque. O hospital negou que esta atualização estivesse relacionada às explosões.
No início de 17 de setembro de 2024, apenas algumas horas antes das explosões, o Gabinete de Segurança de Israel estabeleceu um novo objetivo de guerra: o retorno seguro dos residentes deslocados para o norte. Este objetivo foi acrescentado aos dois objetivos existentes: desmantelar o Hamas e garantir a libertação dos reféns feitos durante os ataques de 7 de outubro. A agência de segurança interna de Israel, Shin Bet, anunciou havia frustrado um plano do Hezbollah para assassinar um ex-oficial sênior da defesa usando um dispositivo explosivo.
Fontes do Líbano e dos Estados Unidos sugerem que o Mossad, a agência de inteligência israelense, pode ter colocado explosivos dentro desses dispositivos, sabotando a comunicação do Hezbollah.  Segundo especialistas, as explosões podem ter envolvido um ataque sofisticado à cadeia de suprimentos, no qual os dispositivos foram adulterados durante sua fabricação ou transporte, algo que exigiria uma grande operação logística.

## Explosões
Em 17 de setembro de 2024 por volta das 15h30, horário local, muitos pagers de comunicação na Síria e no Líbano explodiram inesperadamente em um aparente ataque coordenado contra membros do Hezbollah, muitos dos quais ficaram gravemente feridos. Uma fonte de segurança do governo informou que os feridos eram “principalmente” membros do Hezbollah.
Um relatório da Associated Press indicou que os dispositivos foram possivelmente equipados com explosivos antes de chegarem ao Líbano. O New York Times também relatou que os serviços de inteligência israelenses interceptaram as entregas e equiparam os pagers com pequenas quantidades de explosivos. A Reuters relatou que uma fonte libanesa anônima alegou que os dispositivos tinham uma placa inserida que poderia detonar até três gramas de explosivo ao receber um código. Lesões faciais e oculares foram os efeitos mais comuns das explosões e, de acordo com Tracy Chamoun, os pagers emitiam um som para encorajar os usuários a pegar os dispositivos e erguê-los até a cabeça. Outros relatos dizem que o dispositivo vibrava e mostrava uma mensagem de erro na tela, e só detonava quando o usuário pressionava um botão para limpar o erro, aumentando a chance de que o operador do dispositivo estivesse segurando-o, e não outra pessoa.
As explosões ocorreram em várias áreas onde o Hezbollah tem uma forte presença, incluindo o seu reduto de Dahieh em Beirute; no sul do Líbano; e no Vale do Beqaa, onde foram registradas explosões nas cidades de Aali en Nahri e Riyaq. Na Síria, onde o Hezbollah está envolvido na guerra civil ao lado das forças governamentais, também foram relatadas explosões de pagers nas proximidades de Damasco. As explosões teriam persistido por até 30 minutos após as detonações iniciais, intensificando o caos resultante.
Testemunhas relataram ter visto várias pessoas sangrando devido aos ferimentos após as explosões. Em um caso, ocorreu uma explosão dentro dos bolsos das calças de um homem que estava do lado de fora de uma loja. Fotos e vídeos que circularam nas redes sociais e na mídia local nos subúrbios do sul de Beirute mostraram indivíduos caídos no chão com ferimentos nas mãos ou perto dos bolsos. O filho do deputado libanês Ali Ammar, membro do Hezbollah, foi morto; o primeiro-ministro libanês Najib Mikati visitou o sul de Beirute para lhe prestar homenagem a ele.
Cerca de 150 hospitais em todo o Líbano receberam vítimas do ataque, que teve cenas caóticas. Os hospitais no sul do Líbano, no Vale do Beqaa e nos subúrbios do sul de Beirute estavam lotados de pacientes, muitos deles sofrendo de ferimentos no rosto, nas mãos e no estômago. Em resposta, o Ministério da Saúde do Líbano aconselhou os indivíduos com pagers a descartá-los e instruiu os hospitais a permanecerem em “alerta máximo”. Também solicitou que os profissionais de saúde se apresentassem ao trabalho e pediu-lhes que não utilizassem dispositivos sem fios. A Agência Nacional de Notícias, estatal libanesa, fez um apelo por doações de sangue. Equipes de ambulância foram enviadas das cidades de Trípoli e Al-Qalamoun, no norte, para ajudar em Beirute. O ministro da Saúde do Líbano, Firass Abiad, confirmou que a maioria das feridas envolvia o rosto e as mãos.
No dia 20 de setembro de 2024, fontes do governo libanês informaram à agência Reuters que as baterias dos "walkie-talkies" do Hezbollah estavam contaminadas com PETN, um composto altamente explosivo. Um dia antes, o governo libanês, com base em investigações, declarou que os explosivos foram implantados nos aparelhos antes de sua entrada no Líbano. Essas informações fizeram parte de uma investigação preliminar que foi comunicada à ONU por meio de uma carta enviada pela missão libanesa.

## Vítimas
Pelo menos 32 pessoas foram mortas após os ataques, e mais de 2 750 ficaram feridas. Também foram mortos civis, incluindo quatro profissionais de saúde e duas crianças. Não está claro se apenas os membros do Hezbollah estavam carregando os pagers. O Ministro da Saúde libanês, Firass Abiad, disse que a grande maioria dos que estavam a ser tratados nas salas de emergência estavam vestidos a civil e que a sua filiação ao Hezbollah não era clara. Ele acrescentou que as vítimas incluíam idosos e crianças pequenas. De acordo com o Ministério da Saúde libanês, os profissionais de saúde também ficaram feridos e foram aconselhados a todos os profissionais de saúde a descartarem os seus pagers.
Mojtaba Amani, embaixador do Irã no Líbano, ficou ferido. Dois funcionários da embaixada iraniana também ficaram feridos.
Naim Qassem, o segundo em comando do Hezbollah, também teria sido morto pelas explosões, mas o Hezbollah confirmou mais tarde que ele apenas ficou ferido.

## Análise
A CNN sugeriu que a operação provavelmente tinha intenções de incutir paranoia entre os membros do Hezbollah, minar os seus esforços de recrutamento e enfraquecer a confiança na liderança do Hezbollah e na sua capacidade de proteger as suas operações e o seu pessoal. John Miller, analista-chefe de inteligência e aplicação da lei da CNN, declarou que a mensagem para o Hezbollah era: “Podemos entrar em contato com vocês em qualquer lugar, a qualquer hora, no dia e no momento que quisermos e podemos fazer isso com o apertar de um botão.
O Economist sugeriu diversas interpretações do ataque. Uma teoria é que os pagers-bomba foram precursores de uma ofensiva israelense maior, com o objetivo de interromper o comando e as comunicações do Hezbollah em preparação para uma possível invasão. Alternativamente, o ataque pode ser a extensão total da operação de Israel, gerando um impacto significativo além das medidas retaliatórias anteriores. Lina Khatib, da Chatham House, sugere que a violação pode paralisar os militares do Hezbollah e instilar medo psicológico, tornando o grupo mais cauteloso em suas comunicações. Outra teoria é que Israel agiu preventivamente para impedir que o Hezbollah descobrisse a vulnerabilidade.
A jornalista libanesa Kim Ghattas, que também contribui para o The Atlantic, falou com a CNN, sugerindo que o incidente poderia ser um esforço "para forçar o Hezbollah a se submeter e deixar claro que um aumento de seus ataques contra Israel será recebido com ainda mais violência". Ela observou que o incidente pode funcionar como um precursor de uma campanha israelense em grande escala, especialmente enquanto o Hezbollah enfrenta o caos causado por esse “ataque de ficção científica” contra seus agentes.
Por sua vez, para os comentaristas Matt Murphy, Joe Tidy e David Gritten, da BBC News, o Hezbollah, que historicamente utiliza pagers como um meio de comunicação discreto para evitar vigilância por Israel, teria sofrido um duro golpe com as explosões. O ataque, conforme eles, expôs a vulnerabilidade do grupo, especialmente em termos de segurança cibernética e tecnológica. Especialistas e analistas afirmam que a infiltração nos sistemas de comunicação do Hezbollah pode ter sido profunda, comprometendo toda a rede do grupo. Para eles, sendo o Hezbollah um grupo que se orgulharia de medidas rigorosas de segurança, este ataque representaria um enorme embaraço e levanta questionamentos sobre sua capacidade de proteger suas operações e membros de inteligência.

## Respostas

### Líbano
Uma fonte de segurança libanesa de alto escalão disse ao Al-Hadath que Israel havia se infiltrado nos sistemas de comunicação de dispositivos individuais, levando à sua detonação. O gabinete do Primeiro-Ministro Mikati disse que o incidente foi uma “violação criminosa da soberania libanesa” por parte de Israel. O governo libanês entrou em contato com as Nações Unidas e alguns países, pedindo-lhes que responsabilizassem Israel pelo ataque. As escolas no Líbano serão encerradas em 18 de setembro.
O Hezbollah, em um primeiro pronunciamento, culpou Israel pelas explosões, que descreveu como “agressão criminosa” e prometeu uma “justa retribuição”. Pessoas próximas ao grupo descrevem um estado de choque após as explosões. Um responsável do Hezbollah disse à Agência Nacional de Notícias que o incidente foi a “maior violação de segurança da organização até agora”. Já no dia 19 de setembro de 2024, O líder do Hezbollah, Hassan Nasrallah, declarou que as recentes explosões representaram uma "declaração de guerra" por parte de Israel, prometendo vingança e reiterando a disposição do Hezbollah para enfrentar uma ofensiva israelense no sul do Líbano, que ele vê como uma "oportunidade histórica". Embora tenha reconhecido o impacto severo das explosões, Nasrallah afirmou que a estrutura do grupo não foi comprometida, enquanto o conflito na fronteira entre Israel e o Hezbollah continuou com ataques mútuos, resultando na morte de dois soldados israelenses. O governo libanês, por sua vez, proibiu a entrada de pagers e "walkie-talkies" no país, enquanto a população de Beirute demonstra crescente temor em utilizar celulares após os ataques.
Em 18 de setembro, um dia após o início das explosões, o primeiro-ministro interino do Líbano, Najib Mikati, anunciou que apresentará uma queixa ao Conselho de Segurança da ONU, solicitando uma reunião para discutir a agressão contra o país. O Líbano e o Hezbollah acusam Israel pela explosão coordenada de dispositivos usados pelo grupo extremista, mas o governo israelense não se manifestou. Ainda no mesmo dia, o Conselho de Segurança agendou uma reunião para sexta-feira, dia 20 de setembro de 2024, a pedido da Argélia em nome do Líbano e dos estados árabes.

### Israel
As Forças de Defesa de Israel (IDF) recusaram-se a comentar quando abordadas pela Associated Press. O Chefe do Estado-Maior israelense, Herzi Halevi, realizou uma reunião com generais israelenses para discutir "a preparação para operações defensivas e ofensivas em todas as frentes". O líder da oposição israelense, Yair Lapid, interrompeu sua viagem aos Estados Unidos, planeando retornar a Israel.
De acordo com a Axios, as autoridades israelenses disseram estar cientes de que uma grande escalada na fronteira norte é possível após as explosões e disseram que as IDF estavam em alerta máximo para uma possível resposta retaliatória do Hezbollah. O site de notícias israelense Walla, citando funcionários israelenses não identificados, relatou que "os serviços de inteligência israelenses avaliaram antes da operação que o Hezbollah poderia responder com um contra-ataque significativo contra Israel".
Na quinta-feira, dia 19 de setembro, o Ministério da Defesa de Israel anunciou que o foco da guerra se voltaria para o norte do país, na fronteira com o Líbano, e mobilizou tropas para a região. O primeiro-ministro Benjamin Netanyahu garantiu que os residentes israelenses deslocados pela escalada de violência poderão retornar em segurança às suas casas.
Na continuação da escalada do conflito, no dia 20 de setembro de 2024, Israel bombardeou Beirute no maior ataque contra o Líbano desde o início da guerra em Gaza, resultando na morte de 12 pessoas e 59 feridos, conforme informou o Ministério da Saúde libanês. O ataque teve como alvo o Hezbollah e matou, entre outros, Ibrahim Aqil, um dos principais comandantes do grupo extremista, procurado pelos Estados Unidos por envolvimento no atentado à embaixada americana em 1983. Em resposta, o Hezbollah disparou 150 foguetes contra o norte de Israel, intensificando os confrontos entre as partes. Embora o governo israelense tenha justificado a ação como uma medida de proteção aos seus cidadãos, o ataque causou a destruição de áreas residenciais e resultou na morte de civis, incluindo crianças. Essa escalada no conflito ocorreu em meio ao apoio do Hezbollah ao Hamas, com o governo libanês condenando os bombardeios e o primeiro-ministro israelense, Benjamin Netanyahu, adiando uma viagem aos Estados Unidos devido ao agravamento da situação.

### Nações Unidas
O secretário-geral da ONU, António Guterres, condenou o uso de objetos civis como armas e alertou sobre o risco de uma escalada no Líbano.
Jeanine Hennis-Plasschaert, coordenadora especial da ONU para o Líbano, condenou o ataque, dizendo que "os civis não são um alvo e devem ser protegidos em todos os momentos". Stéphane Dujarric, porta-voz do Secretário-Geral, disse que a organização lamentava as baixas civis e alertou para os riscos de escalada na região.

### Outros governos
O Irã referiu-se aos ataques como “terrorismo israelense” e prometeu fornecer assistência médica aos afetados. O porta-voz do Ministério dos Negócios Estrangeiros, Nasser Kanaani, classificou o ataque como um “exemplo de assassinato em massa” pela “entidade sionista”. O Irã enviou uma equipe médica de doze médicos, doze enfermeiros e o presidente do Crescente Vermelho Iraniano ao Líbano para fornecer assistência médica. Além disso, o enviado do Irã na ONU declarou que o país tomará todas as medidas necessárias para responder a Israel após o ferimento do embaixador iraniano no Líbano, Mojtaba Amani, durante as explosões de pagers do Hezbollah. O anúncio foi feito em uma carta publicada em 18 de setembro de 2024, na qual o Irã acusa Israel de cometer uma "ação terrorista e um crime hediondo" e solicitou ao secretário-geral da ONU, António Guterres, que condene o ataque. O Irã considera que a explosão violou a soberania libanesa e afirma ter o direito de responder com base nas regras do Direito Internacional. Historicamente, o Irã, aliado do Hezbollah, tem se oposto a Israel e já ameaçou retaliar em outras ocasiões, como após a morte do chefe do Hamas e um ataque contra a embaixada israelense na Síria.
O Iraque também enviou uma aeronave militar transportando ajuda médica que pousou em Beirute. A Jordânia, a Turquia, a Síria e o Egito também ofereceram assistência médica.
A Síria expressou solidariedade ao povo libanês e disse que “está ao seu lado em seu direito de se defender”, ao mesmo tempo em que condenou as explosões. O Ministério das Relações Exteriores da Síria emitiu uma declaração divulgada pela agência de notícias estatal SANA acusando Israel de “seu desejo de expandir o escopo da guerra e sua sede de derramar mais sangue”. Ele conclamou as nações a “condenar inequivocamente essa agressão”.
A vice-primeira-ministra da Bélgica, Petra De Sutter, condenou o “ataque terrorista maciço no Líbano e na Síria”.
A porta-voz do Ministério dos Negócios Estrangeiros da Rússia, Maria Zakharova, disse que o ataque requer investigação e atenção internacional.
O presidente turco Recep Tayyip Erdoğan criticou Israel durante uma ligação telefônica com o primeiro-ministro libanês Mikati, dizendo que suas tentativas de espalhar conflitos na região são “extremamente perigosas” e que os esforços para impedir a agressão israelense continuarão.
Os Estados Unidos negaram envolvimento nas explosões em massa e disseram que não estavam cientes dos ataques com antecedência. Os Estados Unidos também instaram o Irão a abster-se de retaliar pelas explosões em massa. A porta-voz da Casa Branca, Karine Jean-Pierre, sublinhou a necessidade de uma solução diplomática entre Israel e o Hezbollah. O ataque ocorreu apenas um dia depois de o enviado especial da administração Biden, Amos Hochstein, ter visitado Israel e alertado o primeiro-ministro Benjamin Netanyahu contra a provocação de uma grande escalada no Líbano.

### Grupos militantes islâmicos
O Hamas culpou Israel pelas explosões dos pagers, que chamou de “crime que desafia todas as leis”. Em uma declaração, o Hamas elogiou os “esforços e sacrifícios” do Hezbollah e disse que “esse ato terrorista faz parte da agressão mais ampla do inimigo sionista na região”.
O porta-voz Houthi, Mohammed Abdelsalam, classificou os ataques como “um crime hediondo e uma violação da soberania libanesa” e garantiu que “o Líbano é capaz de enfrentar todos os desafios e tem um movimento de resistência capaz de dissuadir a entidade inimiga sionista e fazê-la pagar um preço alto por qualquer escalada que possa empreender contra o Líbano”.
O Kata'ib Hezbollah ofereceu assistência médica e militar ao Hezbollah.

### Setor privado
O fundador da Gold Apollo, Hsu Ching-Kuang, disse aos repórteres que a empresa não fabricou os pagers envolvidos nas explosões, mas que eles foram feitos por seu parceiro de longa data, a empresa húngara BAC Consulting KFT, sob uma licença que estava em vigor há três anos. A BAC Consulting KFT cooperou com a Gold Apollo e representou muitos de seus produtos.
A Air France e a Lufthansa suspenderam os voos para Telavive, Beirute e Teerão, alegando a situação de segurança causada pelos ataques.